# Hermann Ploppa
Hermann-Theodor Ploppa (* 25. August 1953 in Flensburg) ist ein deutscher Publizist. Er ist Autor von drei Büchern zu Politik und Zeitgeschichte und eines humoristischen, autobiografisch geprägten Romans und übersetzte zusammen mit Jochen Mitschka ein Sachbuch aus dem Englischen. Außerdem veröffentlichte Ploppa zahlreiche Artikel über die Außenpolitik der USA sowie über transatlantische Eliten. Er wird der Querdenker-Bewegung zugerechnet.

## Leben
Ploppa besuchte das Alte Gymnasium in Marburg. Er studierte von 1974 bis 1978 Deutsch und Sozialkunde an der Universität Marburg, brach das Studium jedoch ab. Es folgten Tätigkeiten im Gartenbau, in Gebäudereinigung, Hausbau und -renovierung, in der Versandabteilung eines Chemiekonzerns in Frankfurt am Main, daneben in den Bereichen Bildende Kunst und Musik. Er schrieb für das Magazin Express, die in Gießen und Marburg erschien, und ist einer der Gründer von Radio Unerhört Marburg. Ab 2001 lebte er einige Jahre in Norddeutschland, ist jedoch wieder in Marburg ansässig, wo er 2021 bei den Kommunalwahlen als Spitzenkandidat der Bürgerliste Weiterdenken für die Stadtverordnetenversammlung der Stadt Marburg kandidierte. Bei der Bundestagswahl 2021 war er Direktkandidat der Partei dieBasis im Wahlkreis Schwalm-Eder und erreichte 1.451 der 139.254 gültigen Erststimmen.
Insbesondere seine Veröffentlichungen über angebliche transatlantische Eliten werden in verschwörungsideologisch geprägten Alternativmedien diskutiert und führten zu entsprechenden Interviewauftritten Ploppas (RT Deutsch, NachDenkSeiten, Ken Jebsen). Hermann Ploppa trat während der COVID-19-Pandemie in Deutschland auf der Demonstration  gegen die Maßnahmen im Berliner Tiergarten im Sommer 2020 als Redner auf Vorher forderte er in der Zeitschrift Demokratischer Widerstand dazu auf, das Grundgesetz durch eine neue Verfassung zu ersetzen, die gemeinsam von Ost- und Westdeutschen erarbeitet werden sollte. Darin solle direkte Demokratie gestärkt und die Abgeordneten einem imperativen Mandat unterworfen werden. Deutschland solle aus der NATO austreten, die Bundeswehr solle zu einer rein defensiven „Volksmiliz“ umstrukturiert werden. Die „großformatige Wirtschaft“ solle verstaatlicht werden:

„Profitorientierte, kapitalistische Wirtschaft wird nur noch dort geduldet, wo sie erkennbar keinen Schaden anrichten kann und im bescheidenen Rahmen mittelständischen Gewerbes verbleibt.“

Ploppa trat auch bei dem der Querdenker-Bewegung nahestehendem sogenanntem Corona-Ausschuss als Experte auf. Ploppa ist Autor bei Manova.

## Veröffentlichungen

### „Hitlers amerikanische Lehrer“
In seinem 2008 erschienenen Buch Hitlers amerikanische Lehrer – Die Eliten der USA als Geburtshelfer des Nationalsozialismus schreibt Ploppa, dass angeblich wesentliche Bestandteile der nationalsozialistischen Ideologie ihren Ursprung in Grundauffassungen der Eliten der USA haben, wie sie am Anfang des 20. Jahrhunderts weit verbreitet waren. Dazu gehöre die Überzeugung, aufgrund biologischer Überlegenheit an die Spitze der US-Gesellschaft gelangt zu sein. Der in England und in den USA damals angeblich weit verbreitete Sozialdarwinismus habe sich somit auch in eugenischen Auffassungen niedergeschlagen.
Zum anderen stellt Ploppa drei US-amerikanische Autoren vor, die Hitlers Denkmuster in dessen programmatischem Buch Mein Kampf wesentlich geprägt haben sollen: neben Henry Ford seien dies Madison Grant und Lothrop Stoddard.
Henry Fords Aufsatzsammlung Der internationale Jude habe Hitlers antisemitische Auffassung beeinflusst. Auch für Grants und Stoddards Schriften zeigt Ploppa die angebliche Übernahme von darin enthaltenen Ideologemen durch Hitler.

### „Bakterienstraße 51“
2010 veröffentlichte Ploppa seinen satirischen Roman Bakterienstraße 51 – Ein vergnüglicher Anekdotenreigen. Darin beschreibt er in 13 Anekdoten seine Kindheit im Flensburg der frühen sechziger Jahre. In ihrer Dramaturgie orientieren sich die Anekdoten an Episoden von Familienserien jener Zeit.

### „Die Macher hinter den Kulissen“
In seinem zweiten Sachbuch von 2014 vertritt Ploppa die These, dass elitäre Netzwerke abseits der demokratisch legitimierten Öffentlichkeit die Politik westlicher Demokratien entscheidend beeinflussen. Durch Organisationen wie die Atlantik-Brücke, den Council on Foreign Relations, die Bilderberg-Konferenz, die Trilaterale Kommission und Denkfabriken wie die Deutsche Gesellschaft für Auswärtige Politik oder die Stiftung Wissenschaft und Politik setze eine kleine gesellschaftliche Gruppe am Mehrheitswillen der Bevölkerung vorbei ihre Agenda durch. Dieses Modell der sogenannten Governance sei schon lange in Großbritannien und den USA vorherrschend – nun werde es zunehmend auch in kontinentaleuropäischen Ländern wie z. B. Deutschland in aller Stille eingeführt. Damit einher gehe ein Bedeutungsverlust des Nationalstaates, der nur noch einer von mehreren Spielern neben den multinationalen Konzernen und Banken auf der einen und Nichtregierungsorganisationen auf der anderen Seite sei. Ploppa beruft sich auf Zbigniew Brzezinski, der in seinem Buch Die einzige Weltmacht den transatlantischen Netz- und Bündnissystemen die Aufgabe zuweist, nach dem eventuellen Niedergang der USA als globaler Hegemonialmacht das „Betriebssystem US-Finanzkapitalismus“ weiterzuführen.
In diesen Zusammenhang ordnet Ploppa auch die Bestrebungen nach einer transatlantischen Freihandelszone TTIP ein.

## Rezeption
Der Politikwissenschaftler Frank Überall lobt Ploppas Buch Die Macher hinter den Kulissen als penibel recherchierte und spannend zu lesende Bestandsaufnahme, die „eine bedenkenswerte Interpretationsfolie“ für das politische Handeln in Deutschland und weltweit liefere. Leider dränge er die Schlussfolgerungen, zu denen er gekommen sei, seinen Lesern allzu aufdringlich auf; auch hätte ein Verzicht auf die „herabwürdigend überspitzte Sprache“, derer sich Ploppa bediene, die Seriosität des Buches erhöht.
Der Journalist Sebastian Leber reiht im Tagesspiegel Ploppa unter die Querdenker ein, die den russischen Präsidenten Wladimir Putin gegen Vorwürfe wegen seines Angriffskriegs gegen die Ukraine auffallend in Schutz nähmen. So habe Ploppa von einem „Präventivschlag“ gesprochen, der erfolgt sei, bevor der Westen „Russland das Messer an die Kehle“ setzen würde. Nun sei Schluss mit der „Engelsgeduld“, so Ploppa, mit der Putin „jede Frechheit der westlichen Wertegemeinschaft“ ertragen hätte.
Die Literaturwissenschaftlerin Carolin Amlinger nennt Ploppa einen „verschwörungstheoretischen Publizisten“, da er in der COVID-19-Pandemie Akteure, die sich um die Entwicklung von Impfstoffen bemühten wie die Bill & Melinda Gates Foundation, die Rockefeller Foundation sowie global agierende Pharmakonzerne, als Nutznießer und Verantwortliche für die Pandemie hingestellt habe. Sie hätten „Verbrechen gegen die Menschlichkeit“ begangen; die Impfstoffe würden zu einer dauerhaften Genmanipulation führen.

## Werke

### Sachbücher
- Hitlers amerikanische Lehrer. Die Eliten der USA als Geburtshelfer des Nationalsozialismus. Liepsen Verlag, Sterup 2008, ISBN 978-3-9812703-0-3
- Die Macher hinter den Kulissen. Wie transatlantische Netzwerke heimlich die Demokratie unterwandern. Nomen Verlag, Frankfurt a. M. 2014, ISBN 978-3-939816-22-5
- mit Jochen Mitschka: Der schmutzige Krieg gegen Syrien  (Deutsche Übersetzung aus dem Englischen des Buches Washington, Regime Change und Widerstand = (The dirty war on Syria) von Tim Anderson), Liepsen Verlag, Marburg, 2016, ISBN 978-3-9812703-9-6
- Der Griff nach Eurasien: die Hintergründe des ewigen Krieges gegen Russland, Liepsen Verlag, Marburg, 2019, ISBN 978-3-9812703-4-1

### Belletristik
- Bakterienstraße 51. Ein vergnüglicher Anekdotenreigen. Liepsen Verlag, Sterup 2010, ISBN 978-3-9812703-1-0

### Beiträge
- Kammerton A des transatlantischen Wahrheitsministeriums, S. 191–208, In: Schwarzbuch Wikipedia, Teil: [1.], Mobbing, Diffamierung und Falschinformation in der Online-Enzyklopädie und was jetzt dagegen getan werden muss, zeitgeist Print & Online, Höhr-Grenzhausen, 2020, ISBN 978-3-943007-27-5
- Hermann Ploppa mit Gabriele Gysi, Ulrike Guérot, Patrik Baab, Werner Köhne, Michael Meyen, Ullrich Mies, Dirk Pohlmann, Werner Rügemer, Marie Wasilewski: Staatsfeind? : Wie ich zum Kämpfer für echte Demokratie wurde, tredition 2024, ISBN 978-3-384-15001-1, herausgegeben vom Philosophischen Salon  Köln